# Park Narodowy „Jugyd Wa”
Park Narodowy „Jugyd Wa” (ros. Национальный парк «Югыд Ва») – rosyjski park narodowy położony na Uralu (Uralu Subpolarnym i Uralu Północnym).
Park Narodowy „Jugyd Wa” obejmuje obszar o powierzchni około 18 917 km², co czyni go największym parkiem narodowym Rosji oraz z uwagi na położenie największym na kontynencie europejskim. Administracyjnie park położony jest w południowo-wschodniej części Republiki Komi.
Park został utworzony dekretem rządu rosyjskiego z dnia 23 kwietnia 1994 roku w celu ochrony i rekreacyjnego wykorzystania lasów tajgi Uralu. Na południe od niego znajduje się znacznie starszy Peczorsko-Iłycki Rezerwat Biosfery. W 1995 roku park i rezerwat zostały wpisane na listę Światowego Dziedzictwa UNESCO pod wspólną nazwą „Dziewicze lasy Komi”. W 2000 roku został zakwalifikowany przez BirdLife International jako ostoja ptaków IBA.
Ponad połowa powierzchni parku jest pokryta tajgą (około 51%), na wyższych wysokościach chronionego obszaru można znaleźć głównie połacie tundry. Istnieje także około 20 km² łąk, zarówno alpejskich, jak i łąk w dolinach rzecznych. W parku żyje około 180 gatunków ptaków, w tym kilka bardzo rzadkich, także około dwudziestu gatunków ryb słodkowodnych. Do najczęściej spotykanych ssaków zamieszkujących te tereny zalicza się m.in.: zające bielaki, renifery, gronostaje, wydry, łosie, rosomaki, kuny leśne, mustele, a także niedźwiedzie oraz polatuchy.
Ze względu na odległe położenie parku od miejsc gęsto zaludnionych, jego wykorzystanie turystyczne jest słabe. Zgodnie z informacjami przedstawianymi przez zarząd odpowiadający za nadzór w parku narodowym mieszczący się w mieście Wuktył, jest odwiedzany przez około 4000 turystów rocznie, czyli znacznie mniej niż w przypadku innych parków o podobnych możliwościach rekreacyjnych.